# Голицына, Наталия Степановна
Княгиня Наталия Степановна Голицына (14 ноября 1794 — 7 мая 1890) — фрейлина, кавалерственная дама; внучка фельдмаршала С. Ф. Апраксина и княгини Н. П. Голицыной, знаменитой «Princesse Moustache» («Усатая княгиня»).

## Биография
Старшая дочь московского генерал-губернатора Степана Степановича Апраксина от брака с княжной Екатериной Владимировной Голицыной. Детство своё и молодость провела в знаменитом имении отца Ольгове или в московском доме родителей у Арбатских ворот (после Александровское военное училище).
Апраксины жили открыто и умело развлекали всю Москву. У них был свой театр, свои актёры и музыканты, балы, фейерверки и охота. У них часто гостили юный А. С. Пушкин, его дядя В. Л. Пушкин, П. А. Вяземский и другие любители искусства.
Воспитанием детей Екатерина Владимировна Апраксина занималась сама. Её дочери изучали языки и литературу, им преподаватели музыку и искусство. Особые успехи Наталия Степановна делала в живописи, став впоследствии хорошим художником-любителем. Она прекрасно пела, играла на арфе и на рояле. 
Зимой 1812 года была представлена ко двору и стала выезжать в свет. Имея красивую наружность, молодая Апраксина отличалась в обществе умом и обращением, княжна В. И. Туркестанова находила её прелестной особой.

## Замужество

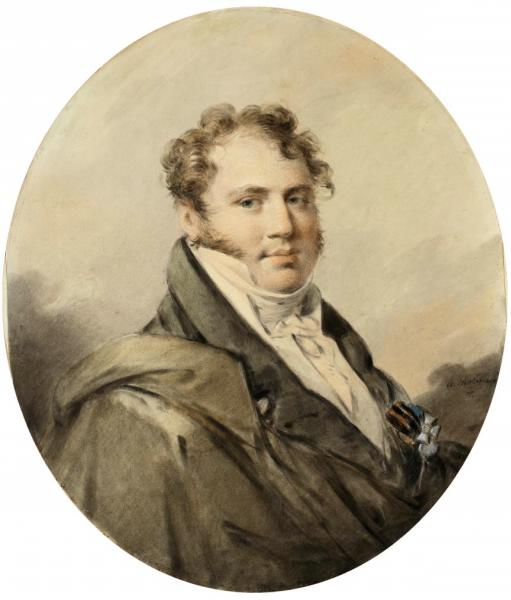
Князь Сергей Голицын, муж.

Будучи фрейлиной, в августе 1817 года Наталия Степановна вышла замуж за генерал-майора в отставке князя Сергея Сергеевича Голицына, который был частым гостем в их доме. Свадьба состоялась в Ольгове. После Голицыны поселились в имении Сокольники, Дмитровского уезда, Московской губернии, купленном Апраксиным для дочери у Титовых, где прожили несколько лет. В 1821 году они переехали в Петербург.
В 1820-х годах Наталия Степановна вместе с мужем путешествовала по Европе. Они жили в Италии и во Франции. В Париже Голицыны получали приглашения на придворные балы короля Луи-Филиппа. Из-за границы они вывезли целую галерею этрусских ваз и картин, которые после смерти Наталии Степановны, по её завещанию, были переданы в Императорское общество поощрения художеств.
Вернувшись в Петербург, Голицыны поселились в собственном доме на Миллионной улице, который стал одним из самых модных домов в столице, где собиралось избранное общества. Впоследствии их особняк был куплен и полностью разобран при строительстве дворца для великого князя Михаила Николаевича.
Будучи светской женщиной, Наталия Степановна интересовалась литературой, в своей гостиной она принимала И. А. Крылова, графа В. А. Соллогуба, бывал у неё и А. С. Пушкин. После коронационных торжеств 22 сентября 1826 года, на которых присутствовали Голицыны, Пушкин, находясь у них в гостях, записал в альбоме Наталии Степановны отрывок из «Разговора книготорговца с поэтом»:
Она одна бы разумела

Стихи неясные мои;

Одна бы в сердце пламенела

Лампадой чистою любви
Среди авторов записей в альбоме княгини Голицыной были такие европейские знаменитости, как историк Гизо, писатели Б. Констан, Ансло, композиторы Обер, Россини, Керубини. Существует предположение, что Наталия Степановна была предметом увлечения Пушкина в 1820-х годах. Позднее княгиня Голицына перестала приглашать Пушкина, находя его не совсем приличным.
По словам братьев Россет, записанным Бертеневым, Пушкин говорил о ней, «что она только прикидывается, в сущности она русская труперда (толстуха) и толпёга (грубая, неотесанная)», так как Наталия Степановна всё делала по-французски, они решили величать её «La Princesse Tolpege». Фрейлина А. О. Смирнова-Россет писала, что княгиня Голицына была очень плотной и очень любила модничать, поэтому её звали старой кокеткой. Долли Фикельмон находила её «претенциозной и холодной особой».

## Вдовство

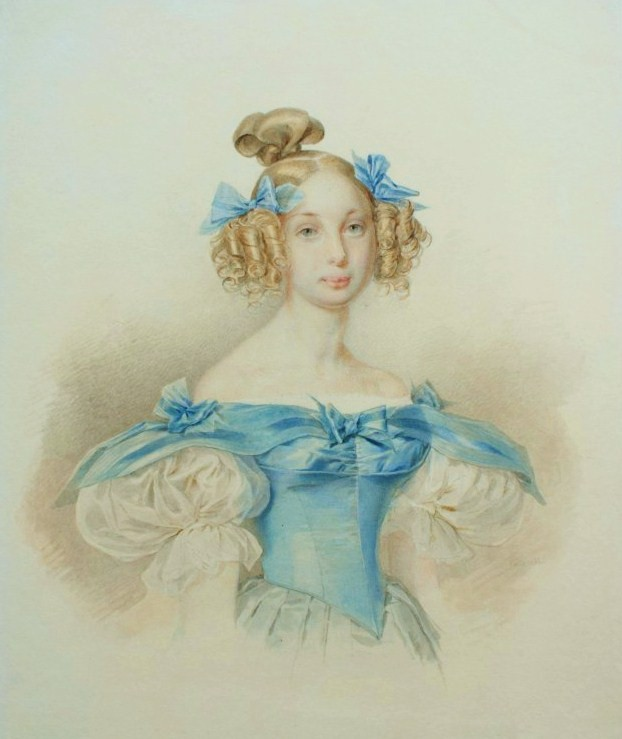
Княжна Наталья Григорьевна Голицына, воспитанница

Не имея детей, княгиня Голицына в 1825 году взяла на воспитание племянницу мужа, княжну Наталью Григорьевну Голицыну (1816—1874), которая в 1835 году вышла замуж за камергера И. М. Донаурова. Осенью 1825 года В. П. Шереметева записала в своём дневнике новость:
Княгиня Голицына, бывшая Апраксина, берет на себя воспитание меньшой дочери князя Григория, так как у неё нет детей. Очень радуюсь за неё, потому что эта женщина больших качеств.
 В марте 1833 года Наталия Степановна овдовела. По воле мужа, она назначила своим наследником его племянника, князя Сергея Фёдоровича Голицына (1812—1849), которого и сама очень любила, и который жил постоянно у неё в доме. В 1847 году он женился на её племяннице, княжне Ольге Алексеевне Щербатовой (1823—1879), дочери А. Г. Щербатова и С. С. Апраксиной. Через два года, 20 сентября 1849 года, на охоте у В. В. Апраксина в Брасове, Орловской губернии, князь С. Ф. Голицын нечаянно застрелился. В своём кабинете Наталия Степановна поставила шкафчик с куском сосны, возле которой последовала смерть князя. После его трагической гибели она назначила наследником его брата Бориса, который умер скоро после неё.
Княгиня Голицына была известна в Петербурге своей широкой благотворительностью, которая особенно усилилась после смерти племянника. Постепенно она прекратила свои отношения со двором. После продажи своего дома она переселилась в дом Н. Ф. Арендта на ул. Миллионной, д. 26 (после дворец великого князя Владимира Александровича), где и занимала весь второй этаж.
Летом Наталия Степановна жила в своем великолепном Черниговском имении Гринево, раньше принадлежавшем графу И. А. Безбородко, и купленном у его дочери, разорившейся княгини Клеопатры Ильиничны Лобановой. В большом доме-дворце, был настоящий музей: громадная библиотека, постоянно пополняемая, за счет компаньонок княгини, сестер Стуковых; в большом порядке семейный архив, прекрасные гобелены и картины, целая коллекция этрусских ваз. В Гриневе были большая «умная роскошь и широкое гостеприимство». Для бедных и больных людей княгиня Голицына в имении устроила богадельню в честь преподобного Сергия.
По словам лиц, хорошо знавших княгиню Голицыну, она «до конца дней была веселого, общительного характера и удивительной доброты». Скончалась в Петербурге от воспаления легких 7 мая 1890 года, похоронена в семейном склепе Голицыных под церковью с. Зубриловки, Саратовской губернии. В день её кончины ей было присвоено звание кавалерственной дамы ордена Св. Екатерины меньшого креста, как самой старшей из княгинь Голицыных.